# Brachypterona viridissima
Brachypterona viridissima är en insektsart som beskrevs av Lindberg 1954. Brachypterona viridissima ingår i släktet Brachypterona och familjen dvärgstritar. Inga underarter finns listade i Catalogue of Life.